# Stempellina cornuta
Stempellina cornuta är en tvåvingeart som beskrevs av Jean-Jacques Kieffer 1922. Stempellina cornuta ingår i släktet Stempellina och familjen fjädermyggor.
Artens utbredningsområde är Tyskland. Inga underarter finns listade i Catalogue of Life.